# La visita (film 1963)
La visita è un film del 1963 diretto da Antonio Pietrangeli, con protagonisti François Périer e Sandra Milo.

## Trama
«Breve incontro domenicale fra due promessi amanti per corrispondenza: lui, Adolfo (François Périer), è commesso in una cartolibreria romana; lei, Pina (Sandra Milo), vive da sola, sull’orlo dei quarant’anni, in un paesello della pianura padana, e ha messo un annuncio matrimoniale su una rivista. Il loro rapporto epistolare funzionava a meraviglia, ma quando Adolfo va a conoscere Pina di persona, in poche ore vengono a galla i difetti di entrambi, e soprattutto quelli di lui, che è un piccolo-borghese ipocrita, avido e volgare. Dopo una notte d’amore, improvvisata più per solitudine che per amore, i due si salutano alla stazione sapendo che non si rivedranno più».

## Produzione
Il film avrebbe dovuto essere diretto da Giuseppe De Santis (che infatti scrisse il soggetto insieme a Ettore Scola e Ruggero Maccari). Ma De Santis era atteso in Russia dalle riprese di Italiani brava gente, allora il film venne affidato ad Antonio Pietrangeli, uno dei registi italiani più attenti alle psicologie femminili, che aveva appena finito di girare La parmigiana e volle comunque rivedere a modo suo il soggetto.
Come protagonista femminile fu scelta Sandra Milo, reduce da altri due film di Pietrangeli, Adua e le compagne e Fantasmi a Roma, e da 8½ di Fellini. La Milo aveva però 28 anni, mentre il suo personaggio ne doveva avere una quarantina; ed era una donna molto bella, mentre la protagonista della Visita doveva essere più provocante che piacente. Per rimediare al problema, l'attrice fu imbruttita da un trucco che le invecchiava la pelle del viso e da una poco attraente acconciatura "da barboncino". Fu però bravissima, e questa resta una delle sue interpretazioni migliori.
Le scene del paesino sono state girate a San Benedetto Po; altre riprese si sono svolte a Roma e Ferrara.

## Critica
«La visita è una commedia triste sui temi della solitudine e della mediocrità; e ci fa rabbrividire quando avvertiamo che la mediocrità non avvolge soltanto, come nebbia padana, il presente dei due protagonisti, ma anche il loro futuro, fino in fondo. Eppure questo film sulla mediocrità è tutt’altro che mediocre, è anzi il migliore di Pietrangeli, benché sia stato uno dei suoi rari insuccessi commerciali. Vi si sentiva fin troppo bene la mediocrità della vita, in cui il grande pubblico aveva paura di riconoscersi».
«Pietrangeli ama dire di aver fatto questo film come una scommessa. In verità, egli ci ha messo davanti due esseri maturi, buffi, persino ripugnanti, due piccolo-borghesi tipici, in certo senso due “mostri”, col compito di farci divertire a loro spese, ma soprattutto di farci vibrare, e addirittura commuovere, alla loro sconfitta»
Il noto critico cinematografico francese Georges Sadoul lo ritenne tra i migliori film del regista, parlando di «una amarezza sincera e priva di compiacenza».